# Juan Curuchet
Juan Esteban Curuchet (Mar del Plata, Argentina, 4 de febrero de 1965) es un ciclista argentino ganador de la medalla de oro en los Juegos Olímpicos de Pekín 2008 y del Campeonato Mundial de Ciclismo en Pista de 2004. Es el deportista argentino con mayor cantidad de participaciones en Juegos Olímpicos, habiendo actuado en seis de ellos: 1984, 1988, 1996, 2000, 2004 y 2008. Obtuvo también dos medallas de plata y ocho medallas de bronce en Campeonatos Mundiales. En Juegos Panamericanos, Juan obtuvo un total de cinco medallas, siendo tres de ellas de oro (en 1999, 2003 y 2007) y dos de plata (1983, 2003). En 2013 fue elegido como senador de la Provincia de Buenos Aires por el Frente para la Victoria.

## Participaciones en Juegos Olímpicos

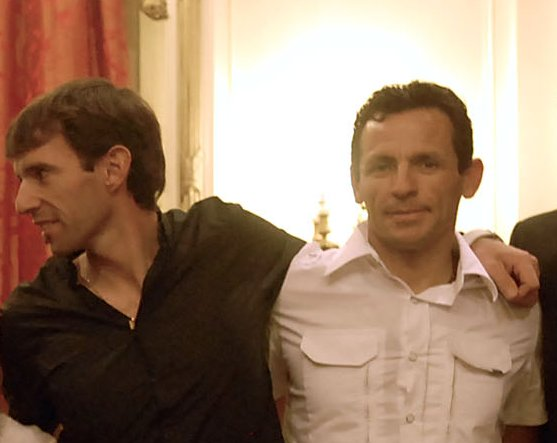
Walter Pérez y Juan Curuchet en la recepción presidencial a los medallistas olímpicos en la Casa Rosada, 2008.

Juan Curuchet, miembro de una familia de ciclistas, integró la delegación argentina en seis Juegos Olímpicos de verano: Los Ángeles 1984, Seúl 1988, Atlanta 1996, Sídney 2000, Atenas 2004 y Pekín 2008.
Sus mejores resultados fueron la obtención de la medalla de oro en 2008 junto a Walter Pérez (prueba Madison), el quinto lugar con diploma olímpico en 1984 (prueba por puntos) y 1988 (prueba por puntos) y el séptimo lugar en 2000 con diploma (Madison o americana).

### Medalla de oro en Pekín 2008

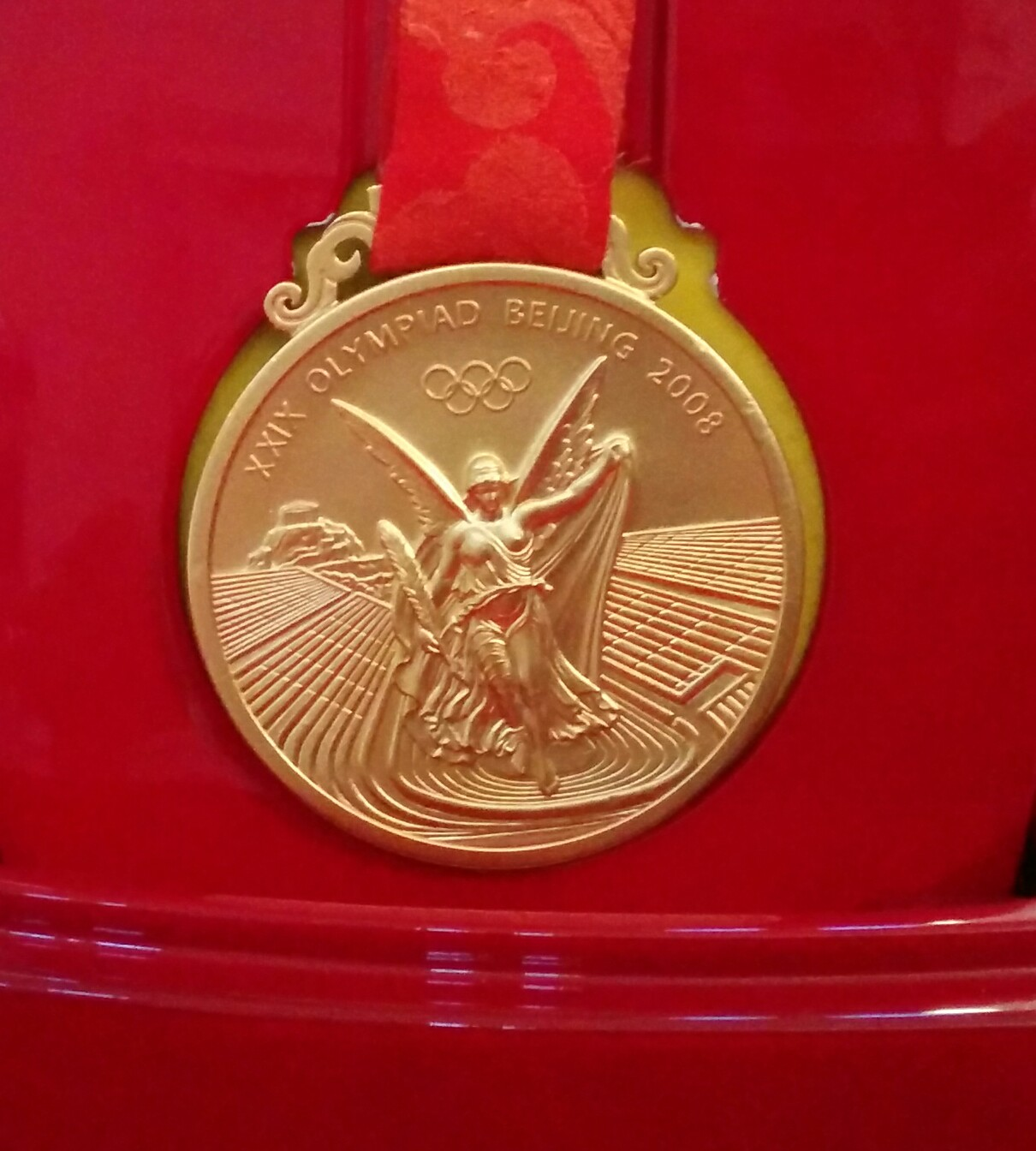
Medalla de oro de los Juegos Olímpicos Pekín 2008 obtenida por Juan Curuchet

El 19 de agosto, Juan Curuchet (43 años) y Walter Pérez (33 años), obtuvieron la medalla de oro olímpica en la prueba Madison o americana. La prueba Madison, conocida también como americana, es una competencia que se realiza en equipo de dos ciclistas que deben recorrer 50 kilómetros, (200 vueltas); cada equipo puede sumar puntos en los embalajes o sprints, carreras de una vuelta que se realizan cada 20 vueltas y que suman diez en total. Gana el equipo que primero completa los 50 kilómetros, pero en caso de que varios equipos lleguen en la misma vuelta, gana el que más puntos haya sumado en los sprints.
Curuchet y Pérez adoptaron una táctica de velocidad. Para ello lograron sacarle una vuelta a los demás competidores luego del segundo sprint y a continuación consolidaron su posición ganando el tercer sprint (5 pts.). Luego del cuarto sprint, sin embargo, los rusos (Mikhail Ignatiev-Alexei Markov) los igualaron en vueltas y puntos, pero la carrera se mantuvo con los argentinos en punta cuando sumaron un punto en el séptimo sprint y dos más en el siguiente.
Faltando 10 kilómetros, la situación se hizo compleja cuando los españoles (Joan Llaneras-Antonio Tauler) también alcanzaron a los argentinos en vueltas, con 5 puntos, pero con dos sprints por venir. Por otra parte, con una vuelta menos pero más puntos, venían los belgas (Iljo Keisse-Kenny de Ketele) con 17 puntos, los alemanes (Roger Kluge-Olaf Pollack), con 15 puntos y los daneses (Michael Moerkoev-Alex Nicki Rasmussen), con 11 puntos. Cualquiera de ellos que lograra alcanzar a los punteros, ganaría la prueba por la cantidad de puntos que habían sumado. En particular, el equipo belga aceleró su marcha comenzando a descontar distancia a los líderes.
En los últimos cinco kilómetros, Curuchet-Perez debían evitar que los alcanzaran los belgas y esperar que los rusos y los españoles no sumaran suficientes puntos en el sprint final, donde los ibéricos terminaron terceros (2 pts.) suficientes para desplazar a los rusos del segundo lugar, pero quedando un punto atrás de los argentinos. El cierre de la prueba tuvo emoción, con el equipo belga realizando un esfuerzo final para descontar la vuelta que llevaban argentinos, españoles y rusos, sin lograrlo. Las posiciones finales fueron:
| Ciclismo. Prueba Madison. Tabla final | Ciclismo. Prueba Madison. Tabla final | Ciclismo. Prueba Madison. Tabla final | Ciclismo. Prueba Madison. Tabla final | Ciclismo. Prueba Madison. Tabla final | Ciclismo. Prueba Madison. Tabla final | Ciclismo. Prueba Madison. Tabla final |
| Pos.                                  | Equipo                                | País                                  | Sprints (Pts.)                        | Pts.                                  | Vueltas menos                         |                                       |
| ------------------------------------- | ------------------------------------- | ------------------------------------- | ------------------------------------- | ------------------------------------- | ------------------------------------- | ------------------------------------- |
| 1                                     | Juan Curuchet-Walter Pérez            | Argentina                             | 3(5), 7(1), 8(2)                      | 8                                     |                                       |                                       |
| 2                                     | Joan Llaneras-Antonio Tauler          | España                                | 6(5), 10(2)                           | 7                                     |                                       |                                       |
| 3                                     | Mikhail Ignatiev-Alexei Markov        | Rusia                                 | 2(3), 4(2), 8(1)                      | 6                                     |                                       |                                       |
| 4                                     | Iljo Keisse-Kenny de Ketele           | Bélgica                               | 1(1), 2(5), 4(1), 7(5), 8(5)          | 17                                    | -1                                    |                                       |
| 5                                     | Roger Kluge-Olaf Pollack              | Alemania                              | 1(3), 3(2), 4(5), 5(3), 6(2)          | 15                                    | -1                                    |                                       |
| 6                                     | Michael Mørkøv-Alex Rasmussen         | Dinamarca                             | 1(5), 7(3), 9(3), 10(3)               | 14                                    | -1                                    |                                       |
| 7                                     | Matthieu Ladagnous-Jerome Neuville    | Francia                               | 1(2), 3(3), 5(1), 9(1), 10(5)         | 12                                    | -1                                    |                                       |
| 8                                     | Jens Mouris-Peter Schep               | Holanda                               | 6(2), 8(3), 10(1)                     | 6                                     | -1                                    |                                       |
| 9                                     | Mark Cavendish-Bradley Wiggins        | Reino Unido                           | 2(1), 5(3), 9(2)                      | 6                                     | -1                                    |                                       |
| 10                                    | Greg Henderson-Hayden Roulston        | Nueva Zelanda                         | 7(5)                                  | 5                                     | -1                                    |                                       |
| 11                                    | Franco Marvulli-Bruno Risi            | Suiza                                 | 5(2), 6(1)                            | 3                                     | -1                                    |                                       |
| 12                                    | Zachary Bell-Martin Gilbert           | Canadá                                | 4(5)                                  | 5                                     | -3                                    |                                       |
| 13                                    | Milan Kadlec-Alois Kaňkovský          | República Checa                       | 4(3)                                  | 5                                     | -3                                    |                                       |
| 14                                    | Angelo Ciccone-Fabio Masotti          | Italia                                |                                       | 0                                     | -3                                    |                                       |
| 15                                    | Lyubomyr Polatayko-Volodymyr Rybin    | Ucrania                               |                                       | 0                                     | -3                                    |                                       |
| 16                                    | Michael Friedman-Bobby Lea            | Estados Unidos                        |                                       | 0                                     | -4                                    |                                       |
| Fuente: Informe oficial, Pekín 2008.  |                                       |                                       |                                       |                                       |                                       |                                       |

La medalla de oro obtenida por Curuchet-Pérez es la primera del ciclismo argentino en el olimpismo y la número 16 para la Argentina. Curuchet, por su parte, se convirtió en el argentino con mayor cantidad de actuaciones olímpicas, sumando seis: Los Ángeles 1984, Seúl 1988, Atlanta 1996, Sídney 2000, Atenas 2004 y Pekín 2008.

## Campeonatos Mundiales
En los campeonatos mundiales de ciclismo en pista Juan Curuchet obtuvo una medalla de oro, dos medallas de plata y ocho medallas de bronce.
Su mejor resultado fue en el Campeonato de 2004, al ganar la medalla de oro, junto a Walter Pérez en la prueba Madison. El equipo argentino obtuvo 7 puntos y superó al equipo suizo (Bruno Risi-Franco Marvulli), el único que alcanzó a completar los 50 kilómetros en la misma vuelta, quedando en tercer lugar el equipo neerlandés (Robert Slippens-Danny Stam), con 18 puntos pero una vuelta menos. 
Las siguientes fueron sus participaciones en campeonatos mundiales en los que obtuvo medallas de plata o bronce:
- Campeonato Mundial de Ciclismo en Pista de 2006: tercero en la prueba Madison 50 km (Juan Esteban Curuchet-Walter Pérez);
- Campeonato Mundial de Ciclismo en Pista de 2004: tercero en la carrera por puntos 40 km;
- Campeonato Mundial de Ciclismo en Pista de 2003: tercero en la prueba Madison 50 km (Juan Esteban Curuchet-Walter Pérez);
- Campeonato Mundial de Ciclismo en Pista de 2002: tercero en la carrera por puntos 40 km;
- Campeonato Mundial de Ciclismo en Pista de 2002: tercero en la prueba Madison 50 km (Juan Esteban Curuchet-Edgardo Simón)
- Campeonato Mundial de Ciclismo en Pista de 2001: segundo en la carrera por puntos 40 km;
- Campeonato Mundial de Ciclismo en Pista de 2001: tercero en la prueba Madison (Gabriel Curuchet-Juan Esteban Curuchet)
- Campeonato Mundial de Ciclismo en Pista de 2000: tercero en la prueba Madison 50 km (Juan Esteban Curuchet-Edgardo Simón)
- Campeonato Mundial de Ciclismo en Pista de 1997: tercero en la prueba Madison 50 km (Gabriel Curuchet-Juan Esteban Curuchet);
- Campeonato Mundial de Ciclismo en Pista de 1995: tercero en la prueba Madison 50 km (Gabriel Curuchet-Juan Esteban Curuchet);
- Campeonato Mundial de Ciclismo en Pista de 1992: tercero en la carrera por puntos 40 km

En la temporada 1998-99, ocupó los dos primeros puestos en el ranking mundial.

## Palmarés de ciclismo en carretera
2002
- Campeonato de Argentina de Ciclismo Contrarreloj

2009
- Campeonato de Argentina de Ciclismo Contrarreloj

## Premios a su trayectoria
- 2010 - Premio Konex de Platino en Ciclismo junto a Walter Pérez.
- 2008 - Premio Olimpia de Oro junto a Walter Pérez.[6]
- 2000 - Premio Konex de Platino en Ciclismo.
- 2000 - Premio Konex Diploma al Mérito en Ciclismo.
- 1990 - Premio Konex Diploma al Mérito en Ciclismo.

## Relaciones familiares
Juan Esteban Curuchet es hermano de Christian Curuchet y Gabriel Curuchet, otro destacado ciclista argentino, medalla de oro panamericana en 1987 y director del equipo olímpico que obtuvo la medalla de oro en Pekín 2008.
El hijo de Juan, Martín jugó en la cuarta división del Club Atlético River Plate desde el 2003, a pesar de que el club de los amores de Juan es Boca Juniors. Martín fue convocado en el 2007 por el Atlético Madrid para probarse. Actualmente, se encuentra en la Primera B Nacional, jugando en el Club Atlético Aldosivi de Mar del Plata, en la posición de marcador central o marcador de punta izquierda.